# Урюпинский сельсовет
Урюпинский сельсове́т — муниципальное образование со статусом сельского поселения и административно-территориальное образование в Алейском районе Алтайского края России. 
Административный центр — село Урюпино.

## Население
| 1997 | 1998 | 1999 | 2000 | 2001 | 2002 | 2003 | 2004 | 2005 |
| ---- | ---- | ---- | ---- | ---- | ---- | ---- | ---- | ---- |
| 764  | ↗779 | ↗794 | ↗805 | ↘719 | ↗779 | ↘705 | ↘670 | ↗718 |
| 2006 | 2007 | 2008 | 2009 | 2010 | 2011 | 2012 | 2013 | 2014 |
| ↗734 | ↘728 | ↗740 | ↘726 | ↘647 | ↘642 | ↗644 | ↘634 | ↘625 |
| 2015 | 2016 | 2017 | 2018 | 2019 | 2020 | 2021 |      |      |
| ↘620 | →620 | ↘619 | ↗659 | ↘656 | ↘643 | ↘636 |      |      |

По результатам Всероссийской переписи населения 2010 года численность населения муниципального образования составила 647 человек, в том числе 311 мужчин и 336 женщин.

## Состав сельского поселения
| № | Населённый пункт               | Тип населённого пункта       | Население |
| - | ------------------------------ | ---------------------------- | --------- |
| 1 | Железнодорожная Казарма 363 км | станция                      | ↗6        |
| 2 | Урюпино                        | село, административный центр | ↘628      |